# Rhaphium brachyceras
Rhaphium brachyceras är en tvåvingeart som beskrevs av Henk J.G. Meuffels och Patrick Grootaert 1999. Rhaphium brachyceras ingår i släktet Rhaphium och familjen styltflugor.
Artens utbredningsområde är Oregon. Inga underarter finns listade i Catalogue of Life.